# Juan Nepomuceno Fernández
Juan Nepomuceno Fernández (1798-1871) fue un hacendado y  comerciante argentino que se contó entre uno de los primeros pobladores que hacia 1839 formaba parte del entonces Partido de la Lobería Grande -el actual partido de Lobería- y que fue miembro fundador de la Sociedad Rural Argentina.
Su hija Josefa Fernández de Fonseca Vaz fundó el pueblo de J. N. Fernández en su honor.

## Biografía
Juan Nepomuceno Fernández nació en 1798, en una familia tradicional del Virreinato del Río de la Plata; era el único hijo del matrimonio entre Manuel Fernández y Josefa Chávez.
En 1830, Fernández contrajo matrimonio con Josefa Coronel, con quien tuvo cinco hijos.
En 1839, compró trece leguas de tierras en el recién creado Partido de la Lobería Grande, que se encontraba fuera de la línea de frontera contra el indio.
En 1847, Fernández amplió sus propiedades en el Partido de la Lobería Grande con la compra de diecinueve leguas de tierra al gobierno nacional.
En 1850 fundó la cabaña ganadera Los Manantiales, en el partido de Chascomús, que fue la primera y una de las más importantes del país.
El 10 de julio de 1866, Juan Nepomuceno Fernández participó de la fundación de la Sociedad Rural Argentina, junto con José Toribio Martínez de Hoz, Eduardo Olivera, Lorenzo F. Agüero, Ramón Viton, Francisco B. Madero, Jorge Temperley, Ricardo Black Newton, Leonardo Pereyra, Mariano Casares, Jorge R. Stegman, Luis Amadeo y Claudio F. Stegman.
Hacia 1867 compró seis leguas más de lo que fuera la Estancia Quequén Grande, alcanzando así un total de treinta y seis leguas (95.000 hectáreas); éstas estaban divididas en cuatro secciones: La Delia, El Pardo Marcelino, San Juan y Don Miguel, que actualmente abarcan el ejido urbano del pueblo de J. N. Fernández y de sus alrededores. Fernández impulsó el desarrollo de la ganadería en la región pampeana, importando toros reproductores desde Inglaterra.
Juan Nepomuceno Fernández falleció en 1871; sus tierras y propiedades fueron heredadas por sus cinco hijos.

## Homenajes

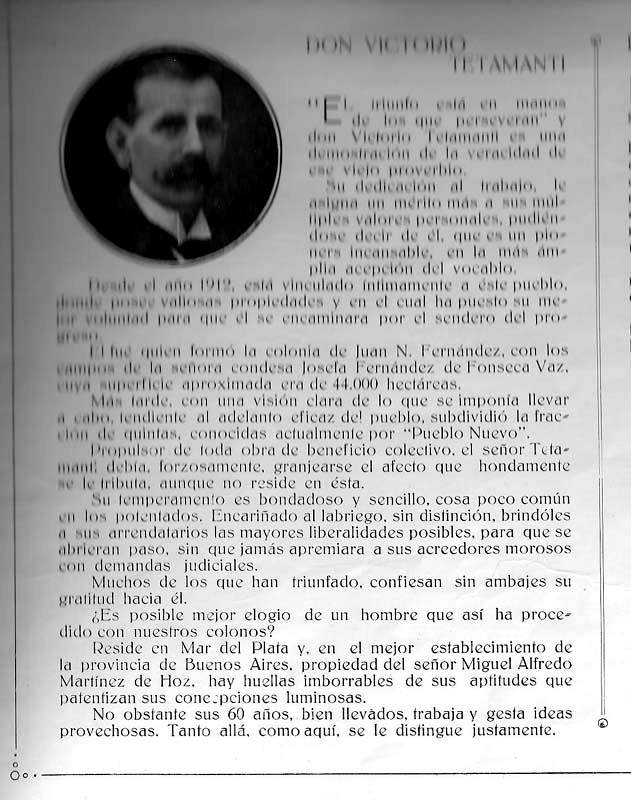
Victorio Tetamanti, fundador del pueblo de Juan N. Fernández.

Un pueblo del partido de Necochea lleva el nombre de Juan Nepomuceno Fernández en su honor. Tras la muerte de Fernández en 1871, su hija Josefa Fernández de Fonseca Vaz heredó parte de sus tierras en el sudeste bonaerense. El 28 de marzo de 1909, la condesa de Sena (tras la muerte de su esposo, José Toribio Martínez de Hoz, Josefa Fernández se casó con un militar portugués, Juan de Fonseca Vaz, designado cónsul por la Casa Real de su país) cedió 1000 hectáreas que salieron a remate ese día.
En Mar del Plata hay una calle en su honor http://antesdesercalle.wixsite.com/antesdesercalle/single-post/2017/02/15/Uno-de-los-fundadores-de-la-Sociedad-Rural-Argentina-tiene-su-avenida-Juan-N-Fern%C3%A1ndez Archivado el 24 de marzo de 2017 en Wayback Machine.